# مشاعر (مسلسل تونسي جزائري)
مشاعر مسلسل درامي تونسي جزائري عُرض لأول مرة في شهر رمضان سنة 2019 في موسمه الأول، وتواصل الموسم الثاني في رمضان سنة 2021 على قناة قرطاج + التونسية وقناة النهار الجزائرية. يتألف المسلسل من أربعين حلقة، أي عشرين حلقة في كل موسم، وهو من إخراج التركي محمد الجوك (بالتركية: Muhammet Gök).
اعتُمد المزج بين الدراما التونسية والجزائرية نظرًا للنجاح الجماهيري الكبير الذي عرفته المسلسلات التونسية في الجزائر في السنوات السابقة، كما اعتمد على تقنيين أتراك لتصويره وتركيبه مع الإخراج. أحدث المسلسل نقلة نوعية في الدراما المغاربية، من خلال سرد قصة اجتماعية رومانسية، إضافة إلى المساهمة في التعريف بالأماكن السياحية التونسية.

## القصة
تنطلق أحداث المسلسل من رفض الفتاة الجزائرية، زهرة، الزواج من خطيبها عمار، فتتمكن من الهرب بفستان زفافها أثناء حفل عقد القران. تتلقى زهرة المساعدة من أحد العمال العابرين للحدود، لتنجح في اجتياز الصحراء الجزائرية، وتكمل طريقها إلى تونس.
مع وصولها للعاصمة التونسية، تجد زهرة نفسها تائهة وتتعرض لعدة صعوبات، حيث يحاول أحد المارة التحرش بها، فتتعرض إلى حادث مرور أثناء محاولة هربها. تعود السيارة التي صدمتها إلى الطاهر يحيى، وهو رجل أعمال جزائري معروف يعيش في تونس. يأخذ الطاهر زهرة للمستشفى ويحاول مساعدتها، فتخبره أنها هربت من زفافها وأن حياتها في خطر بسبب بحث عائلتها والعريس عنها، فيقرر اصطحابها إلى منزله لحمايتها.
يعيش الطاهر مع عائلته، حيث والدته التونسية زينب، وهي قاسية الطباع، وزوجته التونسية أيضًا مريم، وأبناؤه الثلاثة، مراد ونسرين والصغير يوسف. في الأثناء، تعلم زوجته مريم أنها مريضة بسرطان الدماغ في مرحلة متطورة، ولم يبقى لها الكثير للعيش مع عائلتها. تتطور الأحداث مع قدوم عمار، خطيب زهرة، وشقيقها محمود من الجزائر للبحث عنها، بينما تتطور العلاقة شيئًا فشيئًا بين الطاهر وزهرة.
في الموسم الثاني، تتشابك العلاقات بين الشخصيات بشكل أكبر، حيث أخذت الأحداث منحى جديد بوفاة مريم زوجة الطاهر، وقدوم شقيقتها ريم من فرنسا. أثناء مكوثها في منزل العائلة، تتوطد العلاقة تدريجيًا بين ريم والطاهر، بعد أن كان هذا الأخير يخطط للزواج من زهرة. في نفس الوقت، تتحسن علاقة عمار بزهرة بعد أن نجح في العثور عليها، حيث عبر لها عن حبه وعدم تخليه عنها.

## الشخصيات
- حسان كشاش: [3] «الطاهر يحيى» رجل أعمال جزائري يعيش في تونس
- مريم بن شعبان: «مريم» زوجة الطاهر
- سارة لعلامة: «زهرة» فتاة جزائرية هاربة إلى تونس
- ريم الرياحي: «ريم» شقيقة مريم
- نبيل عسلي: «عمار» خطيب زهرة
- أحمد الأندلسي: «قاسم» سائق الطاهر
- سامية رحيم: «زينب» والدة الطاهر
- عادل شيخ: «محمود» شقيق زهرة
- ريم بن مسعود: «هند» قريبة عائلة الطاهر
- محمد مراد: «مراد» ابن الطاهر ومريم
- كنزة شيحة: «نسرين» ابنة الطاهر ومريم
- قصي بن إبراهيم: «يوسف» ابن الطاهر ومريم
- آمنة بن رجب: «مديحة» صديقة مريم
- رانيا التومي: «نوال» صديقة مريم
- هشام رستم: «نيزان» عازف ناي، صديق الطاهر
- محمد السياري: «كمال»  صديق الطاهر
- خالد هويسة: «عثمان» أحد رجال الطاهر
- دليلة مفتاحي: «ليلى»  عرافة

## قنوات البث
| القناة              | التوقيت                    |
| ------------------- | -------------------------- |
| قناة قرطاج +        | 20:00 بتوقيت تونس والجزائر |
| قناة النهار         | 21:00 بتوقيت تونس والجزائر |
| قناة الحوار التونسي | 20:00 بتوقيت تونس والجزائر |